# Panjin
Panjin (cinese: 盘锦; pinyin: Pánjǐn) è una città-prefettura della Cina nella provincia del Liaoning.